# 럭비구

럭비구의 위치

럭비구(영어: Borough of Rugby)는 잉글랜드 워릭셔주에 위치한 비도시 자치구로 중심 도시는 럭비이며 인구는 102,500명(2014년 기준), 면적은 351.1km2이다.